# IC 2304
IC 2304 ist ein Doppelstern im Sternbild Krebs auf der Ekliptik, den der Astronom Max Wolf am 13. Februar 1901 fälschlich als IC-Objekt  beschrieb.